# Трудовое (Тайыншинский район)
Трудовое (каз. Трудовое) — упразднённое село в Тайыншинском районе Северо-Казахстанской области Казахстана. Входило в состав Кировского сельского округа. 
Исключено из учётных данных в 2024 году.
Код КАТО — 596059600.

## Население
В 1999 году население села составляло 67 человек (34 мужчины и 33 женщины). По данным переписи 2009 года, в селе проживало 31 человек (15 мужчин и 16 женщин).